# KM Production
 (mars 2017).
 (septembre 2024).
L'article doit être relu — et modifié si nécessaire — par des contributeurs indépendants pour apporter un regard critique aux contributions effectuées en violation des conditions d'utilisation de Wikipédia, tant sur la forme (notamment concernant le style encyclopédique, la proportionnalité) que sur le fond (la neutralité de point de vue, la qualité et l'indépendance des sources).
KM est une société de production audiovisuelle française créée par Renaud Le Van Kim en 1994. KM est une société du groupe Banijay.

## Histoire
La société est fondée par Renaud Le Van Kim en 1994.
Jusqu'à la fusion intervenue entre Zodiak Media et Banijay Group en février 2016, KM appartenait à Zodiak Media.
KM fait depuis partie de Banijay France qui regroupe les sociétés françaises du groupe international Banijay Group.

## Présidence
Renaud Le Van Kim a fondé KM Production en 1994. Frédérick Lacroix prend la présidence de la société entre 2016 et 2019. En janvier 2024, Catherine Alvaresse, qui jusqu'au printemps 2023 a été directrice des documentaires du groupe France Télévisions, devient la présidente de KM.

## Productions
KM est spécialisée dans la production de magazines audiovisuels, de documentaires et de spectacles vivants.
Depuis 2012, KM produit 28’, un rendez-vous quotidien d’Arte consacré à l’actualité et au débat, présenté par Elisabeth Quin du lundi au jeudi, et par Renaud Dély le vendredi et le samedi.
KM a également produit pendant plusieurs années Le Grand Journal sur Canal +, la cérémonie des César du cinéma et les cérémonies d'ouverture et de clôture du Festival de Cannes.
Productions :
- 28 minutes[9]
- Raël : Le prophète des extraterrestres (diffusé sur Netflix en janvier 2024)[8]
- Karl Lagerfeld, révélation (diffusé sur Canal+ en janvier 2024)[8]
- Le Grand Journal (jusqu'en 2015[10])
- Le Before du Grand Journal (produit avec Black Dynamite[11])
- César du cinéma[12]
- Cérémonies d'ouverture et de clôture du Festival de Cannes
- La Nouvelle Édition
- Dimanche+
- Pompiers : leurs vies en direct
- Flics : leurs vies en direct
- La Vie secrète des enfants de 4 ans
- Le Millénium
- Aventures sur le net
- Conversations secrètes
- Les Nuz
- Le News Show
- Un monde six jeunes